# L'adorabile nemica
L'adorabile nemica (Theodora Goes Wild) è un film del 1936, diretto da Richard Boleslawski.
È la prima commedia interpretata da Irene Dunne: l'attrice aveva recitato in numerosi ruoli drammatici e non si sentiva sicura in questa nuova veste brillante. Il successo del film invece le diede la possibilità di iniziare una nuova fase della sua carriera ricca di nuovi successi.